# A doua invazie persană a Greciei
A doua invazie persană a Greciei (480-479 î.Hr.) a avut loc în timpul războaielor medice. Xerxes I, regele Persiei a încercat să cucerească toată Grecia Antică. Invazia a fost un răspuns direct, chiar dacă amânat, la înfrângerea primei invazii persane a Greciei (492-490 î.Hr.) în bătălia de la Maraton, care a a pus capăt încercările lui Darius I de a subjuga Grecia. După moartea lui Darius, fiul său, Xerxes, a petrecut câțiva ani planificând cea de-a doua invazie, mobilizând o armată și o flotă enormă. Atenienii și spartanii au condus rezistența greacă;  aproximativ o zecime din orașele-stat grecești s-au alăturat efortului aliat, dar cele mai multe dintre ele au rămas însă neutre sau supuse lui Xerxes.
Invazia a început în primăvara anului 480 î.Hr., când armata persană a traversat Hellespontul și a mărșăluit prin Tracia și Macedonia până în Tesalia. Înaintarea persană a fost însă blocată în defileul Termopile de către o mică forță aliată comandată de regele Leonidas I al Spartei; simultan, flota persană a fost blocată de o flotă aliată în strâmtoarea Artemisium. În celebra bătălie de la Termopile, armata aliată a reținut armata persană timp de trei zile, înainte de a fi flancată printr-o potecă de munte ocolitoare, iar ariergarda aliată a fost înconjurată și nimicită. Flota aliată a rezistat, de asemenea, timp de două zile în fața atacurilor flotei persane în bătălia de la Artemisium, dar când a ajuns vestea despre înfrângerea de la Termopile, s-a retras la Salamina.
După bătălia de la Termopile, Eubeea, Focida, Beoția și Attica au căzut în mâinile armatei persane, care a cucerit și a ars Atena. Cu toate acestea, o armată aliată mai numeroasă decât cea de la Termopile a fortificat istmul îngust al Corintului, protejând Peloponezul de cucerirea persană. Ambele tabere au căutat o victorie navală care ar fi putut schimba decisiv cursul războiului. Generalul atenian Temistocle a reușit să atragă flota persană în strâmtoarea îngustă Salamina, unde flota persană, deși superioară numeric, a fost învinsă categoric de flota aliată. Victoria aliaților de la Salamina a împiedicat încheierea rapidă a invaziei și, temându-se să nu fie prins în timpul iernii în Europa, Xerxes s-a retras în Asia, lăsându-l pe generalul său Mardonius⁠(d) cu elita armatei persane să termine în anul următor cucerirea Greciei.
În primăvara anului următor (479 î.Hr.), aliații au adunat cea mai mare armată de hopliți de până atunci și au mărșăluit spre nord pentru a-l înfrunta pe Mardonius. În bătălia de la Plateea care a urmat, infanteria greacă și-a dovedit din nou superioritatea, provocând o înfrângere severă perșilor și ucigându-l pe Mardonius în luptă. În aceeași zi, pe Marea Egee, o flotă aliată a distrus rămășițele flotei persane în bătălia de la Mycale . Odată cu această dublă înfrângere, invazia s-a încheiat, iar puterea persană din Marea Egee s-a slăbit grav. Grecii aveau să treacă acum la ofensivă, expulzându-i în cele din urmă pe perși din Europa, insulele Mării Egee și Ionia, înainte ca războiul să se încheie în sfârșit în anul 449 î.Hr., cu Pacea lui Callias⁠(d).

#### Pregătirile perșilor

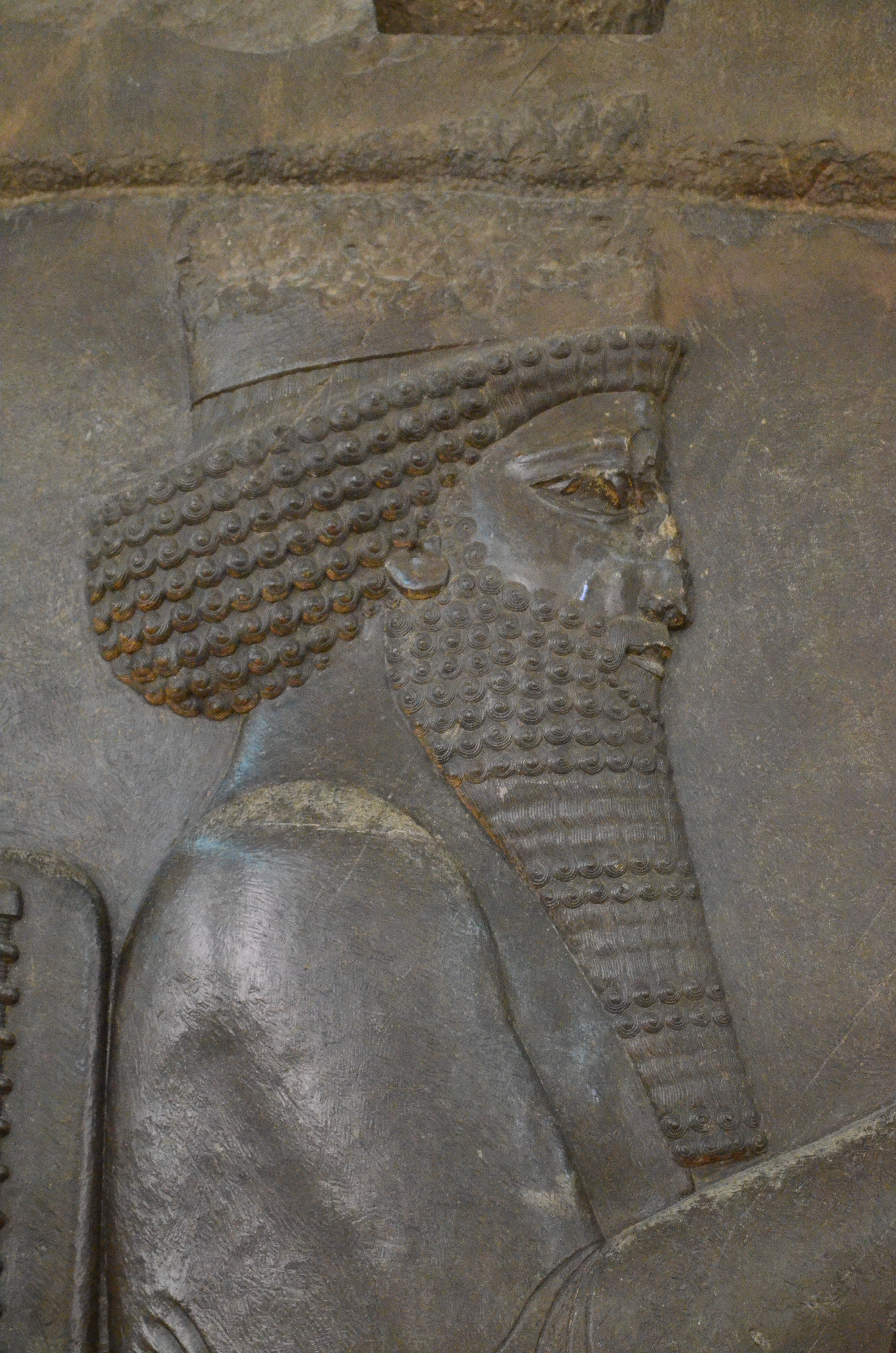
Xerxes I

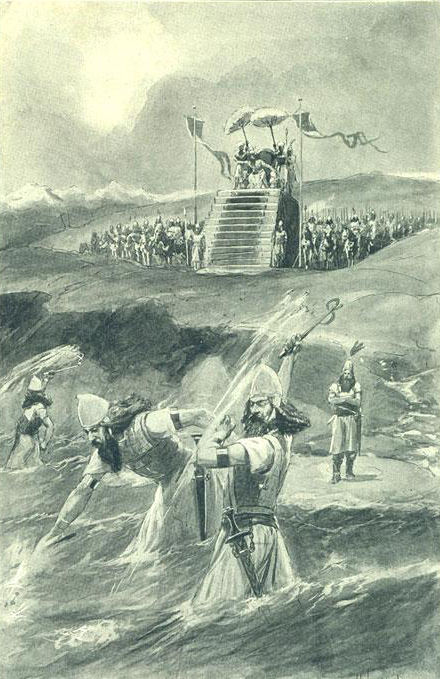
Biciuirea apele mării din strâmtoarea Hellespont la ordinul lui Xerxes (ilustrație din 1909)

## August 480 î.Hr.: Termopile și Artemisium

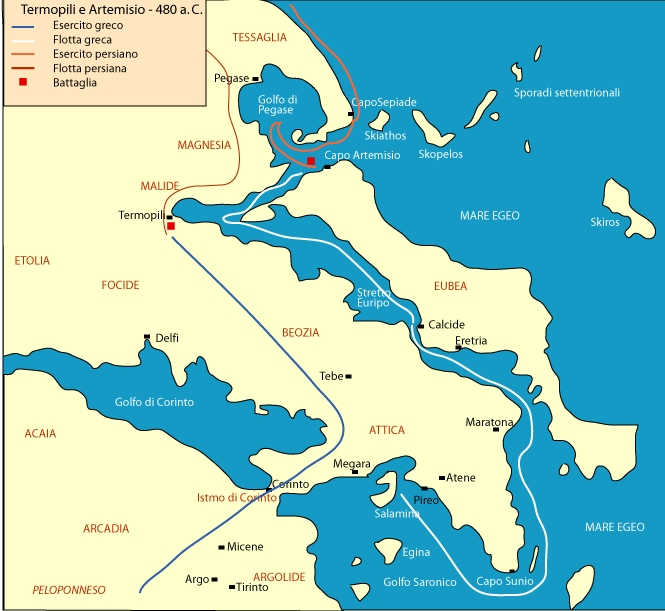
Bătăliile de la Artemisium (confruntarea navală) și Termopile (confruntarea terestră)

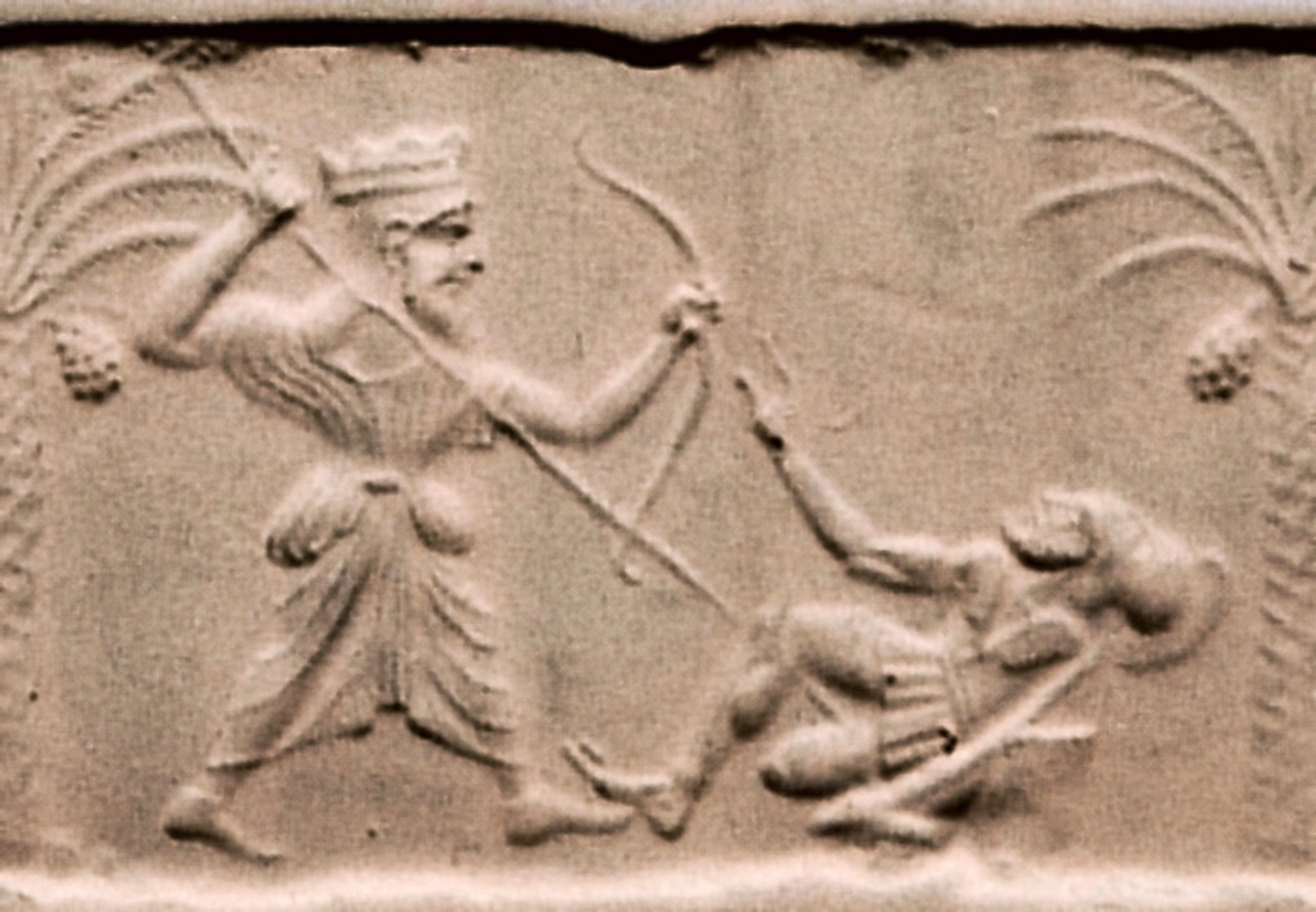
Regele ahemenid ucigând un hoplit grec. Circa 500 î.Hr.–475 î.Hr., pe vremea lui Xerxes I. (Metropolitan Museum of Art)

## Septembrie 480 î.Hr.: Salamina

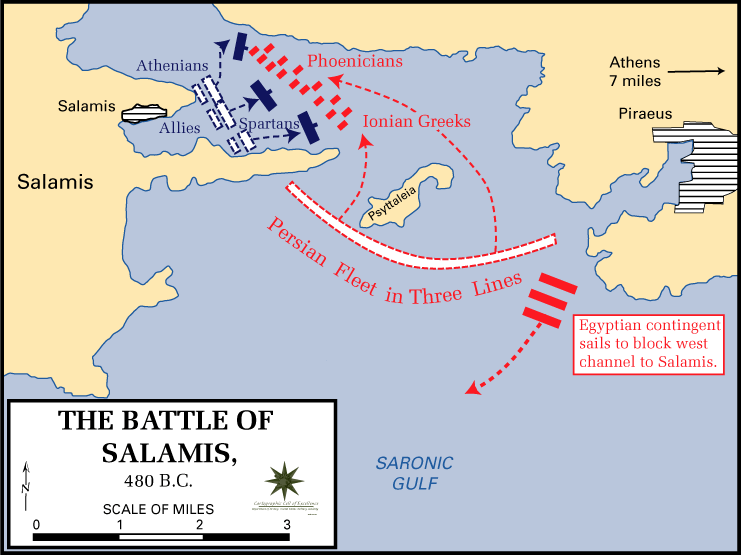
Manevrele inițiale ale flotelor grecești (cu roșu)
și persane (cu albastru) în strâmtoarea Salamina